# Aeroporto Internacional de Salvador
O Aeroporto Internacional de Salvador — Deputado Luís Eduardo Magalhães (IATA: SSA, ICAO: SBSV), também conhecido como Salvador Bahia Airport (nome fantasia adotado pela operadora) e Aeroporto Dois de Julho (seu antigo nome), é um aeroporto internacional brasileiro localizado no município de Salvador, na Bahia. É o maior e mais movimentado aeroporto do estado, e de acordo com a lista dos mais movimentados aeroportos do Brasil, é o décimo em movimento de passageiros entre os aeroportos do país.
Com uma média diária em torno de 25 000 passageiros, que na alta estação chega a 35 000, o aeroporto em 2018 recebeu 8 milhões de passageiros. Situado a 28 km do centro de Salvador, numa área de aproximadamente 7 milhões de metros quadrados (entre dunas e vegetação nativa), o aeroporto dispõe de completa infraestrutura aeroportuária e de um terminal de passageiros capaz de atender atualmente a 11 milhões de passageiros/ano e um pátio para operar 26 aeronaves simultaneamente. Uma característica marcante é a sua bela alameda de bambus de cerca de 1 km de extensão, no acesso viário para o aeroporto, existente desde o final dos anos 40.

## História
Em 1925, ainda quando Lauro de Freitas era o distrito de Santo Amaro de Ipitanga, do município de Salvador, a empresa francesa Compagnie Génerale d'Entreprise Aéronautique Latécoère, construiu um campo de pouso próximo do local do atual aeroporto. Daí, seu nome era "Santo Amaro do Ipitanga". Na época, a Latécoère operava uma linha entre Buenos Aires e Toulouse, na França. Em 1933, a Latécoère fundiu-se com outras empresas para formar a Air France.
Posteriormente, esse campo de pouso de Ipitanga passou a ser usado também pela companhia Aeropostal.
Em 1939, com o início da Segunda Guerra Mundial, os franceses deixaram as instalações. Em 1941, o aeroporto foi reconstruído pela Panair do Brasil (por "necessidades de guerra", como declararam os governos dos Estados Unidos e do Brasil)[carece de fontes?], com duas pistas, para dar apoio aos aliados. Após a Guerra, as pistas passaram ao controle do Ministério da Aeronáutica, hoje, é parte da Base Aérea de Salvador. Alguns serviços continuaram com a Panair do Brasil.
Em 1949, o Aeródromo de Santo Amaro do Ipitanga foi reestruturado para permitir a crescente movimentação de passageiros e cargas. Em 1955, passou a se chamar Aeroporto Dois de Julho, em homenagem à independência da província da Bahia e à consolidação da independência do Brasil. Recebeu o código aeroportuário IATA SSA (de São Salvador, antigo nome da cidade). Nos anos seguintes, outras ampliações e reformas foram executadas. Em 1984, o antigo terminal de passageiros foi demolido, dando lugar a um outro maior e mais moderno.
Em 1998, passou a se chamar Aeroporto Internacional de Salvador – Deputado Luís Eduardo Magalhães, após a morte do ex-presidente da Câmara Luís Eduardo Magalhães, vítima de um Enfarte agudo do miocárdio, congressistas resolveram homenagear o filho do então senador Antônio Carlos Magalhães, então poderoso articulador político de Fernando Henrique Cardoso no Congresso. No entanto, uma parte dos munícipes de Salvador continuou a chamá-lo por "2 de Julho", data mais importante da história da Bahia e comemorada em desfile cívico no centro de Salvador. A mudança polêmica do nome do aeroporto para "Deputado Luís Eduardo Magalhães" causou revolta naqueles contrários ao carlismo, pois esta era uma homenagem post-mortem ao filho deste.
Dentre as manifestações contrárias à mudança de nome, há a presença da ala "Aeroporto é 2 de Julho" nas principais comemorações cívicas da cidade, como o desfile do 2 de Julho, o Grito dos Excluídos no 7 de setembro e o bloco Mudança do Garcia no carnaval da cidade, que faz críticas bem humoradas de acontecimentos sociais, políticos e econômicos. Desde então, entraram em pauta projetos de lei, de autoria de deputados do Partido dos Trabalhadores, endossados por parlamentares do Partido Comunista do Brasil, principais opositores do carlismo no estado, em favor do retorno do nome "Aeroporto Dois de Julho", até hoje não definido.

### Reformas
Em 1998, o terminal aeroporto passou por uma reforma de ampliação e modernização das suas instalações e acesso, iniciada com o sistema viário de acesso à primeira rótula, com 4,5 quilômetros e dividido em três faixas, desafogando o acesso ao terminal de passageiros, a Estrada do Coco, Linha Verde e adjacências, inaugurada em 1999.
Na segunda etapa, finalizada em 2000, o complexo aeroportuário foi contemplado com a ampliação da área de embarque e desembarque de passageiros, do pátio de estacionamento de aeronaves, da pista de taxiamento, e a construção do terminal de carga aérea, do finger com as 11 pontes de acesso às aeronaves e do edifício-garagem. A capacidade de passageiros foi ampliada de 1,5 milhão para até 5 milhões.
O aeroporto ganhou também uma praça de alimentação, com 12 lojas e 500 lugares, e o mirante. O sistema informativo de voo, os elevadores, as escadas rolantes e a central de ar-condicionado foram modernizados. A terceira etapa das obras compreendeu a ampliação norte do terminal de passageiros, que passou a abrigar uma área com os mais variados segmentos de compras, serviços e lazer.
No aeroporto foram investidos, na época, 238 milhões de reais (58% do governo federal e 42% do estadual), numa obra marcada por denúncias de irregularidades e desvio de recursos públicos. Os serviços foram concluídos exatamente em 2 de setembro de 2002 e a previsão era que a reforma atendesse às necessidades por um prazo de dez anos.

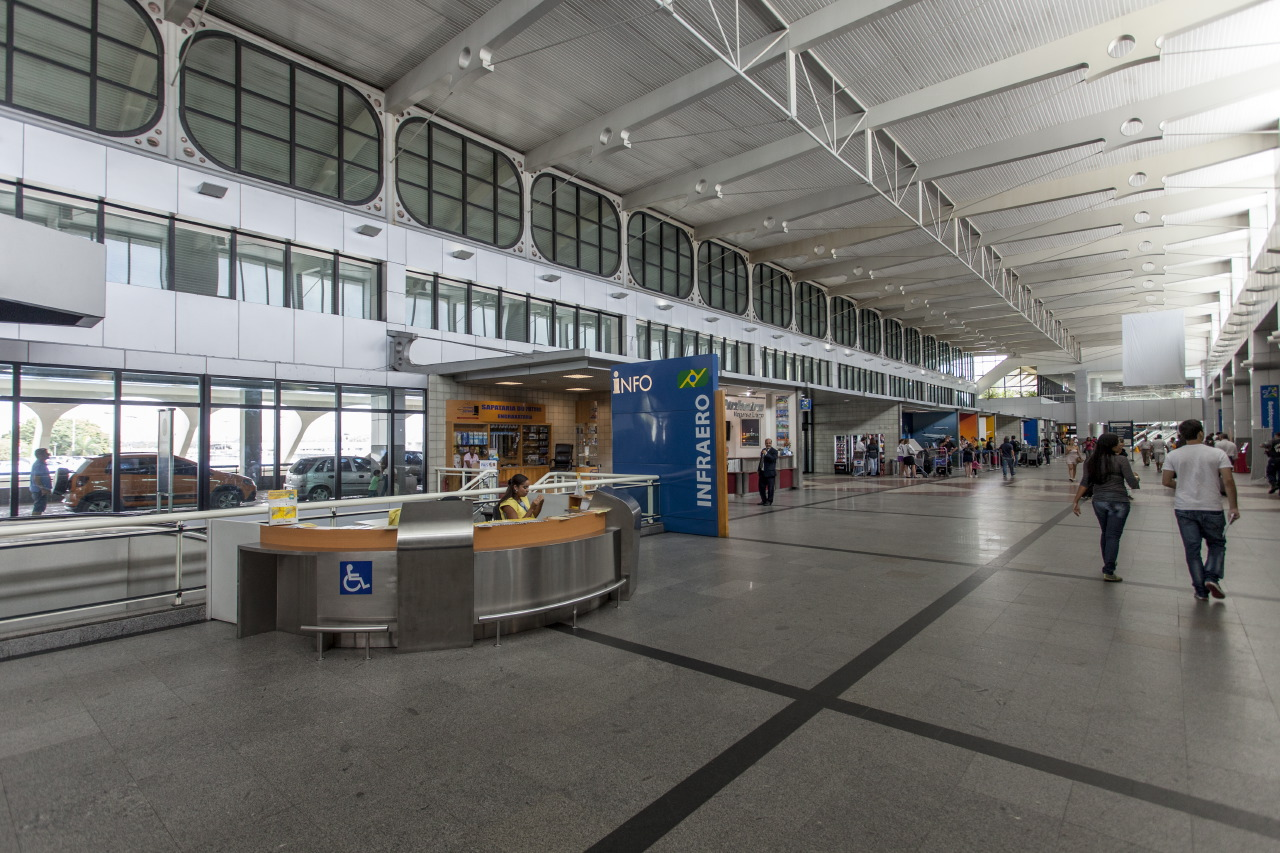
Interior do aeroporto antes das reformas que precederam a Copa da FIFA de 2014.

Em 2012, foi iniciada uma nova reforma no aeroporto, que contempla a construção de uma passarela interligando o piso superior do estacionamento de veículos do edifício garagem, direto ao terminal de embarque; à ampliação na capacidade de funcionamento, com obras nos pátios de manobras e estacionamento de aeronaves; construção da nova torre de controle (que é a segunda maior do Brasil, com 66 metros); a reforma e ampliação do terminal de passageiros; e a construção de um novo Destacamento de Controle do Espaço Aéreo de Salvador (DTCEA-SV).
Em 2013, a Infraero assinou um contrato de concessão para as obras de ampliação no estacionamento; o novo administrador do espaço deverá trabalhar na expansão e operação do espaço. O local ganhará mais 1.328 vagas, sendo 1.050 na ampliação do edifício-garagem, que será interligado ao terminal de passageiros. O restante estará localizado em um novo estacionamento para mensalistas.
Em 2014, o aeroporto passou por novas melhorias visando a Copa do Mundo, como a ampliação da área de embarque; uma nova área de check-in; e do terminal de passageiros que recebeu novas escadas rolantes, elevadores, esteiras de restituição de bagagens e 19 novos banheiros, que se somam as outras recebidas anteriormente.
Em 31 de maio de 2016, a nova torre de controle foi entregue para o Destacamento de Controle do Espaço Aéreo de Salvador (DTCEA-SV). O local tem equipamentos mais modernos e vai possibilitar melhor visualização das áreas de circulação de aeronaves, além do aprimoramento no controle do espaço aéreo na região.

### Concessão à iniciativa privada
O aeroporto foi incluído no novo programa de concessões do governo federal em 9 de junho de 2015 como parte do plano de melhorar a infraestrutura do Brasil, assim como ocorreu em outros aeroportos do país. Os principais investimentos anunciados, na ordem de R$ 3 bilhões, entre outros foram: nova pista de pouso/decolagem, ampliação da área de pátio de aeronaves, ampliação do terminal de passageiros, estacionamento de veículos e terminal de cargas.
Em 11 de setembro de 2015, foi publicado o decreto que oficializa a inclusão do aeroporto no Plano Nacional de Desestatização, cabendo à Secretaria de Aviação Civil da Presidência da República que seja responsável pela condução e aprovação de estudos, projetos, levantamentos ou investigações que subsidiarão a modelagem da desestatização do aeroporto para o processo de privatização. O edital do aeroporto foi lançado em dezembro de 2016, com o leilão marcado para 16 de março de 2017 na B3. A oferta inicial da outorga (25% à vista sem considerar o ágio) para arrematá-lo foi estipulado em R$ 310 milhões. No leilão, a operadora francesa Vinci Airports (parte do Grupo Vinci) arrematou o aeroporto com lance mínimo de R$ 660 milhões, representando um ágio de 113% sobre o valor inicial estipulado.
O contrato de concessão à empresa francesa Vinci Aiports foi assinado em 28 de julho de 2017, sendo que num primeiro momento a administração foi realizada em conjunto com a Infraero. Em 2018, a empresa assumiu a administração sozinha e deu início às obras de modernização do aeroporto, com a retirada de 3 aeronaves modelo Boeing 737-200 da Vasp depositadas em abandono por 10 anos, em 23 de fevereiro e 28 de março, e reciclagem de materiais da SATA, Transbrasil e Infraero. A Vinci formou um consórcio com as construtoras portuguesas Teixeira Duarte e Alves Ribeiro e a Actemium que serão responsáveis pela reforma e expansão do atual terminal de passageiros, novo pier com 6 pontes de embarques, conector de interligação do terminal atual ao novo pier, sistemas de pistas e pátio de aeronaves e instalações elétricas, hidráulicas, rede de água fria, redes fluviais, construção de uma nova rede de tratamento de esgoto e segurança. Os investimentos nessa primeira fase (1B) são de R$ 700 milhões.

## Estatísticas
Ver a consulta original do Wikidata.

## Complexo aeroportuário
Sítio aeroportuário
- Área total: 6 945 388 metros quadrados;

Pátio de aeronaves
- Pátio 1 (aviação comercial de passageiros): 86 500 metros quadrados;
- Pátio 3 (aviação comercial de passageiros e carga e aviação executiva: 47 700 metros quadrados;
- Pátio 4 (aviação comercial de táxi aéreo e aviação executiva: 16 250 metros quadrados;
- Pátio 5 (aviação comercial de táxi aéreo e aviação executiva: 7 615 metros quadrados;

Total: 158 065 metros quadrados de pátio dedicados à aviação civil;
Pistas
- Principal (10-28), com dimensões 3 003 metros por 45 metros, operação IFR com ILS CAT-I nas duas cabeceiras;
- Auxiliar (17-35), com dimensões 1 518 metros por 45 metros, operação VFR;

Terminal de passageiros
- Capacidade: 15 milhões de passageiros/ano;[44]
- Área: 90 000 metros quadrados;
- 112 balcões de check-in;

Estacionamento
- Capacidade: 2 400 veículos;

Estacionamento de aeronaves
- Pátio 1 (aviação comercial de passageiros): 27 posições, sendo 17 por meio de pontes de embarque;
- Pátio 3 (aviação comercial de passageiros e carga e aviação executiva: 22 posições;
- Pátio 4 (aviação comercial de táxi aéreo e aviação executiva: 13 posições;
- Pátio 5 (aviação comercial de táxi aéreo e aviação executiva: 12 posições;

Total: 74 posições.

## Acesso
O aeroporto está localizado a 28 km do centro via Avenida Luiz Viana Filho (Avenida Paralela). Há serviços de ônibus, táxi e transfer que partem para o centro da cidade e em direção ao Litoral Norte. Em suas proximidades está localizada uma estação do metrô da Linha 2 que faz o traslado ao terminal de embarque/desembarque do aeroporto por meio de uma linha de ônibus circular que passa de 10 em 10 minutos equipado com ar condicionado, assentos preferenciais, espaço exclusivo para até malas grandes ou médias e acessíveis para pessoas com deficiência e mobilidade reduzida (shuttle bus).

## Acidentes e incidentes
- Em 21 de setembro de 1944, um Lockheed L-18 Lodestar da Panair do Brasil, registro PP-PBH, caiu pouco depois de decolar de Salvador, causando a morte de todos os 18 ocupantes.[51][52]
- Em 31 de maio de 1950, um Douglas C-47-DL da Aerovias Brasil, registro PP-AVZ, a caminho de Vitória para Salvador se desintegrou no ar, enquanto voava em Itacaré, perto de Ilhéus. A aeronave estava voando em condições extremamente ruins e entrou em um cumulonimbus. Os passageiros e a carga sofreram forte turbulência a bordo e como consequência o controle foi perdido. Ambas as asas foram separadas da aeronave, uma vez que caiu em grande velocidade. Dos 13 passageiros e tripulantes a bordo, apenas 2 sobreviveram.[53][54]
- Em 11 de julho de 1952, um Douglas C-47A-35-DL da Força Aérea Brasileira, registro  FAB-2048, voava de Salvador para o Rio de Janeiro quando caiu depois de um incêndio no motor. Treze dos 33 ocupantes morreram.[55]
- Em 1 de março de 1959, um Douglas C-47A-85-DL da Força Aérea Brasileira, registro  FAB-2060, caiu a caminho do Rio de Janeiro matando todos os 18 ocupantes.[56]
- Em 3 de fevereiro de 1992, um Embraer EMB-110 Bandeirante da Nordeste Linhas Aéreas, registro FAB-7102, a caminho de Salvador para Guanambi voava abaixo do nível mínimo em consequência de um mau tempo e caiu sobre uma colina escondida por nuvens perto de Caetité. Todos os 12 passageiros e tripulantes a bordo morreram.[57][58]
- Em 17 de novembro de 1996, um Embraer P-95 Bandeirante da Força Aérea Brasileira, registro FAB-7102, voava de Salvador para a Base Aérea de Natal quando teve um acidente nas proximidades de Caruaru, em Pernambuco. Quatro Bandeirantes da Força Aérea Brasileira estavam voando em formação de Salvador para Natal, quando a cauda da FAB-7102 foi atingido pela hélice do outro avião. O controle do avião foi perdido e ele caiu. Todos os nove ocupantes morreram.[59]

### Incidentes
- Em 15 de maio de 1973, um Vickers Viscount da VASP, registro PP-SRD, foi danificado após um reparo quando este se afastava da pista de pouso o trem de pouso entrou em colapso.[60]